# Chandler (Vorname)
Chandler ist ein männlicher und weiblicher Vorname.

## Herkunft und Bedeutung
Der Vorname Chandler kommt aus dem Altfranzösischen (chandelier = der Kerzenhalter, der Kerzenständer) und bedeutet „Der Kerzenmacher“.

## Namensträger
- Chandler Canterbury (* 1998), US-amerikanischer Schauspieler
- Chandler Catanzaro (* 1991), US-amerikanischer Footballspieler
- Chandler Fenner (* 1990), US-amerikanischer Footballspieler
- Chandler Jones (Footballspieler, 1990) (* 1990), US-amerikanischer American-Football-Spieler
- Chandler Kinney (* 2000), US-amerikanische Schauspielerin, Kinderdarstellerin und Tänzerin
- Chandler Massey (* 1990), US-amerikanischer Schauspieler
- Chandler Parsons (* 1988), US-amerikanischer Basketballspieler
- Chandler Rice (* 1994), US-amerikanische Softballspielerin
- Chandler Riggs (* 1999), US-amerikanischer Schauspieler

## Fiktive Figuren
- Reverend Dr. Chandler Hampton, fiktive Figur aus der US-amerikanischen Fernsehserie 7th Heaven (Eine himmlische Familie)
- Chandler Bing, fiktive Figur aus der US-amerikanischen Fernsehserie Friends, siehe Friends #Chandler Bing